# L'Enclusa
L'Enclusa és una muntanya de 867 metres que es troba al municipi de Taradell, a la comarca d'Osona. Al cim s'hi pot trobar un vèrtex geodèsic (referència 293103001).
Aquest cim està inclòs al llistat dels 100 cims de la FEEC.  